# لیوبوف یادینا
لیوبوف یادینا (به انگلیسی: Lyubov Yudina) (زادهٔ ۱۳ ژانویهٔ ۱۹۸۱) شناگر اهل روسیه است.